# Пол Елијар
Пол Елијар рођен као Еуген Емил Пол Гриндел (фр. Paul Éluard; Сен Дени 14. децембар 1895 — Шарантон ле Пон, 26. новембар 1952) је био француски песник, један од зачетника надреалистичког правца у књижевности.

## Биографија
Елијар је рођен у Сен Денију, Француска, као син Клемента Гриндела и Жане Кузин.
У 16. години оболео је од туберкулозе због чега је прекинуо школовање.
Упознао је Галу, рођену као Елену Иванову Диаконову, са којом се оженио 1917. године у швајцарском санаторијуму у Давосу. Пар је имао ћерку која се звала Сесил.
У том периоду Елијар пише своје прве песме. Посебно је био надахнут стваралаштвом Волта Витмана. Године 1918. Жан Полан га је "открио" и представио Андреу Бретону и Лују Арагону. Након сарадње са немачким дадаистом Максом Ернстом, који је илегално прешао у Француску 1921. године, улази у тројну заједницу живота са Ернстом и Галом већ наредне године.
Након брачне кризе, на повратку у Француску 1924. године доста путује по свету. Његово стваралаштво у овом периоду је рефлектовано бурним догађањима и искуствима у његовом животу. 1929. године поново оболева од туберкулозе и разводи се од Гале која започиње романсу са Салвадором Далијем са којим остаје до краја живота.
1934. године жени се са Нуш (правим именом Марија Бенц) која се сматрала маскотом надреалистичког покрета, коју је Елијар упознао преко својих пријатеља Ману Реја и Пабла Пикаса. Током Другог светског рата укључује се у Покрет отпора и током тог периода пише дела Liberty (1942), Les sept poèmes d'amour en guerre (1944) и En avril (1944): Paris respirait encore! (1945).
Придружио се Комунистичкој партији Француске 1942. године згог чега долази до разлаза са надреалистима, а касније је у својим политичким есејима описивао Јосифа Стаљина. Милан Кундера се присећао како је био шокиран када је својевремено чуо гласине како је Елијар јавно одобравао смртну казну вешањем за свог пријатеља, Прашког писца Зависа Каландру, 1950. године.

## Каснији живот
Написао је уводну песму за француско издање "Јаме" од Ивана Горана Ковачића
У јуну 1946. године је боравио у Београду где је између осталог присуствовао и суђењу Дражи Михаиловићу.
Туга због преране смрти његове жене Нуше 1946. године била је инспирација за дело "Le temps déborde" 1947. године.
Принципи мира, самоуправљања и слободе постали су његова нова страст.
Био је учесник Конгреса интелектуалаца за мир у Вроцлаву 1948. године којем је присуствовао и Пабло Пикасо кога је сам Елијар убедио да учествује.
Елијар је упознао своју последњу жену Доминик Лауру на конгресу за мир у Мексику 1949. године. Венчали су се 1950. године. Елијар је своје дело "Феникс" посветио управо њој.
Пол Елијар је преминуо од срчаног удара новембра 1952. године. Сахрана је обављена у месту Шарантон-ле-Пон, а организацију сахране је преузела Комунистичка партија. Сахрањен је на гробљу Пер Лашез у Паризу.

## Дела
- 1913 : Premiers poèmes
- 1916 : Le Devoir
- 1917 : Le Devoir et l'Inquiétude
- 1918 : Pour vivre ici
- 1920 : Les Animaux et leurs hommes, les hommes et leurs animaux
- 1923 : L'Amoureuse
- 1924 : La courbe de tes yeux
- 1924 : Mourir de ne pas mourir
- 1925 : Au défaut du silence
- 1926 : La Dame de carreau
- 1926 : Capitale de la douleur
- 1926 : Les Dessous d'une vie ou la Pyramide humaine
- 1929 : L'Amour la Poésie
- 1930 : Ralentir travaux
- 1930 : À toute épreuve
- 1930 : L'immaculée conception
- 1932 : Défense de savoir
- 1932 : La Vie immédiate
- 1935 : La Rose publique
- 1935 : Facile
- 1936 : Les Yeux fertiles
- 1937 : Quelques-uns des mots qui jusqu'ici m'étaient mystérieusement interdits, GLM
- 1938 : Les Mains libres
- 1938 : Cours naturel
- 1938 : La victoire de Guernica
- 1939 : Donner à voir
- 1939 :Je ne suis pas seul
- 1941 : Le Livre ouvert
- 1942 : Poésie et vérité 1942
- 1942 : Liberté
- 1943 : Avis
- 1943 : Courage
- 1943 : Les Sept poèmes d'amour en guerre
- 1944 : Au rendez-vous allemand
- 1946 : Poésie ininterrompue
- 1947 : Le Cinquième Poème visible
- 1947 : Notre vie
- 1947 : À l'intérieur de la vue
- 1947 : La Courbe de tes yeux
- 1947 : Le temps déborde
- 1948 : Poèmes politiques
- 1951 : Le Phénix

## Говорио је ...
- Неке књиге треба окусити, друге прогутати, а само неке сажвакати и сварити.
- Они који се пењу степеницама успеха никада се не жале да су остали без даха
- Живео сам као сенка, а ипак знао да певам о сунцу